# Acer morifolium
Acer morifolium là một loài thực vật có hoa trong họ Bồ hòn. Loài này được Koidz. mô tả khoa học đầu tiên năm 1914.